# Nerwiki

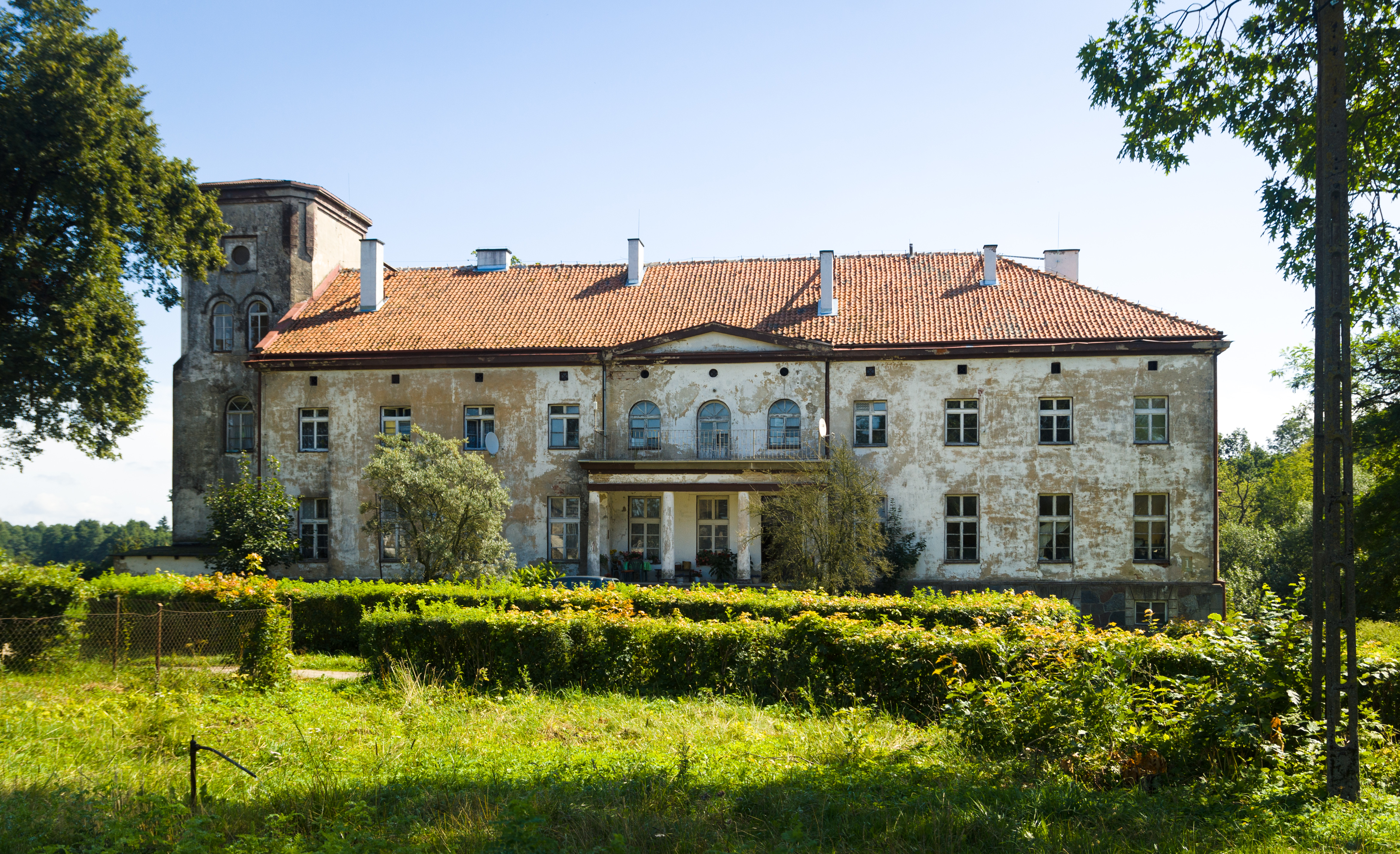
Schloss Nerwiki (2012)

Nerwiki (deutsch Nerfken) ist ein Weiler im Sołectwo Pieszkowo, der zur Gmina Górowo Iławeckie (Landsberg (Ostpreußen)) im Powiat Bartoszycki (Bartenstein) gehört. Er liegt in der Woiwodschaft Ermland-Masuren an der Staatsgrenze Polens zur russischen Oblast Kaliningrad.

## Geographie

### Geographische Lage
Nerwiki liegt inmitten der historischen Landschaft Stablack, die dem Baltischen Höhenrücken gehört. Charakteristisch für die Gegend sind Seen, Flüsse, sowie Nadel- und Mischwälder.
Der Weiler Nerwiki ist 11 Kilometer von Lidzbark Warmiński, 12,5 Kilometer von Górowo Iławeckie und 26 Kilometer von Bartoszyce entfernt. Etwa 25 Kilometer nördlich verläuft die Staatsgrenze zur Oblast Kaliningrad. Zu dem Grenzübergang Bezledy–Bagrationowsk führt über Górowo Iławeckie eine Strecke von 37 Kilometer.

### Geologie
Die Landschaft wurde durch den fennoskandischen Eisschild gestaltet und ist eine postglaziale, hügelige, bewaldete Grundmoräne. Sie gehört zum Baltischen Höhenrücken.

## Geschichte
Ursprünglich war diese Gegend von heidnischen Prußen (Natangen) bewohnt. Nach der Zwangschristianisierung durch den Deutschen Orden war das Bistum Ermland seit 1243 ein Teil des Deutschordenslandes. Nach 1240 wurde in dieser Region die Komturei Balga gegründet. Am 3. Juli 1339 verlieh der Hochmeister Dietrich von Altenburg die Handfeste samt 26 Hufen nach der Agrarverfassung des Deutschordensstaates an den Altpreußen Nerweike. Im 17. Jahrhundert waren Albrecht von Ostau (1613–1678) und Georg Dietrich von der Groeben-Weeskeim Herren auf Nerfken. Ab dem Jahr 1728 war das Rittergut im Besitz des Adelsgeschlechts von Heyden-Nerfken.
Nördlich von Nerfken wurde 7.–9. Februar 1807 die Schlacht bei Preußisch Eylau entschieden.
Von 1818 bis 1945 gehörte Nerfken zum Landkreis Preußisch Eylau im Regierungsbezirk Königsberg und von 1874 bis 1945 war der Gutsbezirk der Sitz des Amtsbezirks und Standesamtes. Von Mai 1874 bis Mai 1880 war der Gutsbesitzer von Heyden als Amtsvorsteher bestellt. Am 1. Oktober 1899 wurde die Eisenbahnstrecke Heilsberg–Landsberg, die westlich des Ortes verlief, in Betrieb genommen. Das Landgut Nerfken hatte eine Fläche von 394 Hektar.
In der Eroberung Ostpreußens wurde Nerfken am 1. Februar 1945 von der Roten Armee eingenommen und der sowjetischen Kommandantur unterstellt. Nach Kriegsende kam der Ort zu Polen und wurde in Nerwiki umbenannt. In Nerwiki entstand ein Państwowe gospodarstwo rolne.

## Religion
Bis 1945 war Nerfken in das Kirchspiel der evangelischen Kirche Petershagen (Ostpreußen) in der Kirchenprovinz Ostpreußen der Kirche der Altpreußischen Union eingegliedert.
Heute gehört Nerfken zur gleichen, nun aber nach Maria Magdalena benannten Kirche in Pieszkowo im römisch-katholischen Erzbistum Ermland.

## Persönlichkeiten
- Friedrich von Heyden-Nerfken (1789–1851), Schriftsteller und Oberregierungsrat
- Karl Julius von Heyden-Nerfken (1796–1857), Landrat in Preußisch Eylau